# Pseudouroplectes betschi
Espèce
Pseudouroplectes betschi est une espèce de scorpions de la famille des Buthidae.

## Distribution
Cette espèce est endémique de la région d'Androy à Madagascar. Elle se rencontre vers Andramanoetse Be.

## Description
Pseudouroplectes betschi mesure de 22 à 25 mm.

## Étymologie
Cette espèce est nommée en l'honneur de Jean-Marie Betsch.

## Publication originale
- Lourenço, 1995 : « Description de trois nouveaux genres et quatre nouvelles espèces de scorpions Buthidae de Madagascar. » Bulletin du Muséum National d'Histoire Naturelle Section A Zoologie Biologie et Écologie Animales, sér. 4, vol. 17, no 1/2, p. 95-106 (texte intégral).